# Batalha de Franklin
A Batalha de Franklin foi travada em 30 de novembro de 1864, em Franklin, Tennessee, como parte da Campanha Franklin-Nashville da Guerra Civil Americana. Foi um dos piores desastres da guerra para o Exército dos Estados Confederados. O Exército do Tennessee do Tenente-General Confederado John Bell Hood conduziu numerosos ataques frontais contraposições fortificadas ocupadas pelas forças da União sob o comando do Major General John Schofield e foi incapaz de impedir Schofield de executar uma retirada planejada e ordenada para Nashville.
O ataque confederado de seis divisões de infantaria contendo dezoito brigadas com 100 regimentos totalizando quase 20 000 homens, às vezes chamado de "Pickett's Charge of the West", resultou em perdas devastadoras para os homens e a liderança do Exército do Tennessee - quatorze generais confederados (seis mortos, sete feridos e um capturado) e 55 comandantes regimentais. Após sua derrota contra MGEN George H. Thomas na subsequente Batalha de Nashville, o Exército do Tennessee recuou com apenas metade dos homens com os quais havia começado a curta ofensiva, e foi efetivamente destruído como uma força de combate para o restante da guerra.
A Batalha de Franklin de 1864 foi a segunda ação militar nas proximidades; uma batalha em 1863 foi uma ação menor associada a um reconhecimento em força pelo líder da cavalaria confederada Earl Van Dorn em 10 de abril.